# 핵질

원형질에는 핵질이라는 핵소체가 포함되어 있다.

핵질(核質, nucleoplasm)은 진핵생물의 가장 눈에 띄는 세포소기관인 세포핵을 구성하는 원형질의 일종이다. 핵 멤브리엔으로도 불리는 핵 외피(nuclear envelope)로 감싸있다. 핵질은 멤브레인 내에 발견되는 젤같은 물질이지만 핵질은 핵 안에 공간을 채우기만 하고 고유한 기능을 보유하고 있다는 점에서 진핵세포의 세포질과 유사성이 있다. 핵질은 막결합이 되지 않은 핵내 구조를 그대로 두며 핵의 모양을 유지하는 일을 한다. 이 구조물에는 염색체, 핵 몸체, 뉴클레오포린, 핵스펙클이 포함된다.